# Chakanahalli, Alur
Chakanahalli là một làng thuộc tehsil Alur, huyện Hassan, bang Karnataka, Ấn Độ.